# Stephen M. Robinson
Stephen Michael Robinson (* 12. April 1942 in Columbus, Ohio) ist  ein US-amerikanischer Mathematiker, der sich mit  Mathematischer Optimierung und Operations Research befasst.
Robinson studierte an der University of Wisconsin–Madison mit dem Bachelor-Abschluss 1962 (im selben Jahr war er an den Sandia Laboratories), an der New York University mit dem Master-Abschluss 1965, war 1968/69 Instructor an der United States Military Academy und wurde 1971 an der University of Wisconsin-Madison bei Olvi Mangasarian in Informatik promoviert ("Error Analysis in Mathematical Programming, with Applications"). Ab 1972 war er dort Assistant Professor und ab 1979 Professor für Industrial Engineering und Computer Science (Informatik).
Er befasste sich mit Fehlergrenzen bei Optimierungsproblemen in Abhängigkeit von Fehlern bei den Eingangsdaten und Stabilität der Linearen Programmierung, stochastischer Programmierung, Simulationsbasierte Optimierung (Sample Path Optimization) und Entscheidungen unter unsicheren Voraussetzungen mit Anwendungen in Betriebswirtschaft, Militär (er führte Methoden der stochastischen Programmierung im US Department of Defense ein) und Finanzmathematik.
1975 bis 1980 war er Mitherausgeber von Mathematics of Operations Research und 1986 bis 1991 von Mathematical Programming. Er war Sekretär von INFORMS.
1997 erhielt er den George-B.-Dantzig-Preis. Er ist Ehrendoktor der Universität Zürich. 2008 wurde er zum Mitglied der National Academy of Engineering gewählt. 2009 wurde er Fellow der Society for Industrial and Applied Mathematics (SIAM).
Er ist hochdekorierter Reserveoffizier der US Army (im Rang eines Obersts).

## Schriften
- Bounds for error in the solution set of a perturbed linear program, Linear Algebra Applic., Band 6, 1973, S. 69–81
- Computable error bounds for non linear programming, Mathematical Programming, Band 5, 1973, S. 235–242
- A characterization of stability in linear programming, Operations Research, Band 25, 1977, S. 435–447
- mit Roger Wets: Stability in two-stage stochastic programming, SIAM J. Control Optimization, Band 25, 1987, S. 1409–1416
- Analysis of sample-path optimization, Mathematics of Operations Research Band 21, 1996, S. 513–528
- mit Richard R. Laferriere: Scenario Analysis in US Army decision-making, Phalanx, Band 33, März 2000, S. 10 (erhielt 2001 den John K. Walker Award in Military Operations Research).[3]